# Distrito de Cajay
El distrito de Cajay es uno de los dieciséis (16) que integran la provincia de Huari ubicada en el Departamento de Ancash, bajo la administración del Gobierno regional de Ancash, en el Perú.

## Historia
El distrito fue creado el 13 de enero de 1961 mediante Ley dada en el segundo gobierno del Presidente Manuel Prado Ugarteche.

## Toponimia
Provendría del verbo quechua qasay = desgarrar, cortar, rasgar, hender. Qasay > qahay> kasay. Los cortadores de trigo o cebada, avanzan la siega al grito de qashanakuy, advertencia épica de que la hoz podría alcanzar al segador descuidado.

## Geografía
Tiene una superficie de 159,35 m².

## Capital
La capital del distrito es el centro poblado del mismo nombre.

## Atractivos turísticos
- Sitio arqueológico de Marcajirca, ubicada a 7 km de Chinchas a 3580 m s. n. m., con una extensión de 13 ha, fechado entre 800 a 1532 d. C. el sitio se halla dividido en dos sectores, el primero de parecer ceremonial y el segundo de carácter doméstico. El sector uno o ceremonial, se halla en la parte alta del sitio, y al extremo norte, la diferencia de nivel es de 60 m, existiendo unas graderías que les comunican al sector doméstico con el ceremonial. Básicamente ésta formada por plataformas superpuestas formando pequeñas pirámides, la parte elevada de estas es de forma circular, se han podido contar un número de 4 plataformas, con diámetros variante entre 4 y 5 m, todas perfectamente alineadas. La arquitectura de estas plataformas es a base de piedras grandes que forman muros de contención, además algunas presentan muros de retención a manera de cerco. El sector doméstico, la parte baja del sitio que se haya separado del sector uno o ceremonial por las graderías de una serie de murallas, tres de ello se prolongan  por el lado este (comunidades chinchas) y la última prácticamente encierra al sitio que se extiende por ambas márgenes del cerro (este a oeste). También se puede apreciar piedras sobresalientes a manera de peldaños. La parte superior de la muralla se halla cubierto por lajas de piedras que sobresalen un poco por ambos lados, éstos le sirvieron de protección de las lluvias, el material usado fue  la piedra y el barro. Las piedras son grandes sobre todo en la base, alguna de ellas tiene un metro de altura. Pero la muralla del lado este se halla en un buen estado de conservación,  la muralla del lado oeste se halla también en un buen estado a excepción  de un tramo de tres metros es en este sector donde existen recintos de forma circular, muros de contención, terrazas, patios, plazuelas y chullpas hechos de piedras canteadas  y unidas con barro. Según el arqueólogo Huarino Bebel Ibarra, hay 36 chullpas y 18 cuevas, la mayoría de ellos con restos óseos humanos al interior. También se aprecian pinturas rupestres de color rojo con diseños abstractos que se halla encima de una estructura funeraria.

- Laguna Reparin, ubicada en la hoyada del cerro Gorihugajo a 8 km al noreste de la ciudad de Huari a 3420 m s. n. m., mide 120 por 210 m de forma irregular. Sus aguas están a una temperatura de 10 °C. Declarado Área de protección municipal mediante ordenanza municipal 003-2003 del 25 de febrero de 2003.

## Autoridades

### Municipales
- 2023-2026:
  - Alcalde: Dichar Sifuentes Bello.
- 2019-2022:
  - Alcalde: Marcotulio Mendoza Cadillo (Movimiento Independiente  Regional)
  - Regidores: Manuel Reyes Trujillo (Teniente Alcalde), Herminia Márquez Campos, Mharta María Bravo Sifuentes, Angel Calderón Asencios, Genoveva Hermilinda Ortiz Domínguez.
- 2015-2018:
  - Alcalde: Guillermo Díaz Montalvo
- 2011-2014[2]
  - Alcalde: Pablo Lorgio Huerta Herrera, del Movimiento Acción Nacionalista Peruano (MANP).
  - Regidores: Juan Edvin Díaz Rondón (MANP), Humberto Agüero Zorrilla (MANP), Delina Fernández Campos (MANP), Franco Huerta Trujillo (MANP), Alejandro Faustino Pantoja Hidalgo (Cajay Avanza).
- 2007-2010:
  - Alcalde: Elías Morales Mendoza.